# ساموئل فاینبرگ
ساموئل فاینبرگ (روسی: Самуи́л Евге́ньевич Фе́йнберг؛ ۲۶ مهٔ ۱۸۹۰ – ۲۲ اکتبر ۱۹۶۲) آهنگساز، نوازنده پیانو اهل امپراتوری روسیه بود.
وی همچنین برندهٔ جوایزی همچون نشان لنین، نشان پرچم سرخ کار، مدال کار شجاعانه در جنگ بزرگ میهنی (۱۹۴۵–۱۹۴۱)، و جایزه استالین شده است.